# Šibine
Šibine is een plaats in de gemeente Glina in de Kroatische provincie Sisak-Moslavina. De plaats telt 39 inwoners (2001).